# Wiener Konzerthaus

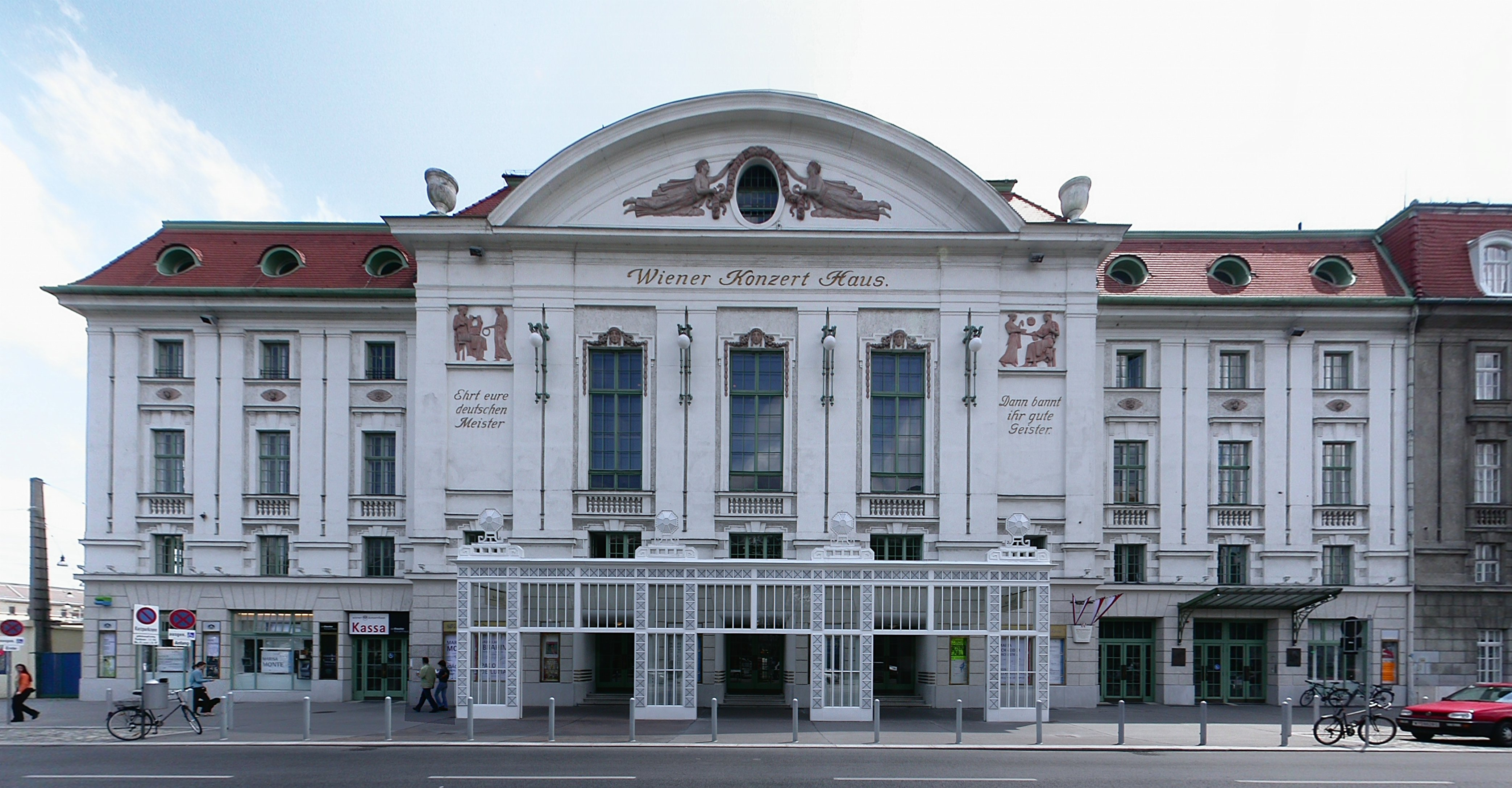
Wiener Konzerthaus (2006)

Logo seit November 2018 mit je nach Bildkontext eingefärbten (vier) Kreisen (hier: Ukrainebezug)

Das Wiener Konzerthaus wurde 1913 eröffnet. Es liegt im 3. Wiener Gemeindebezirk Landstraße am Rand der Inneren Stadt zwischen Schwarzenbergplatz und Stadtpark.

## Baugeschichte

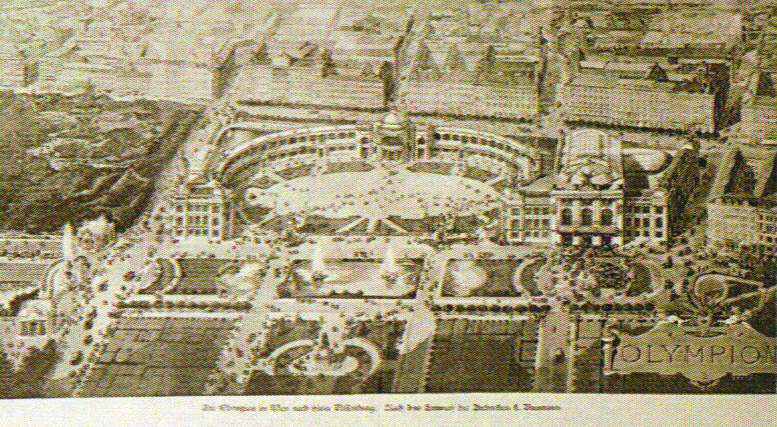
Ludwig Baumanns geplantes Olympion

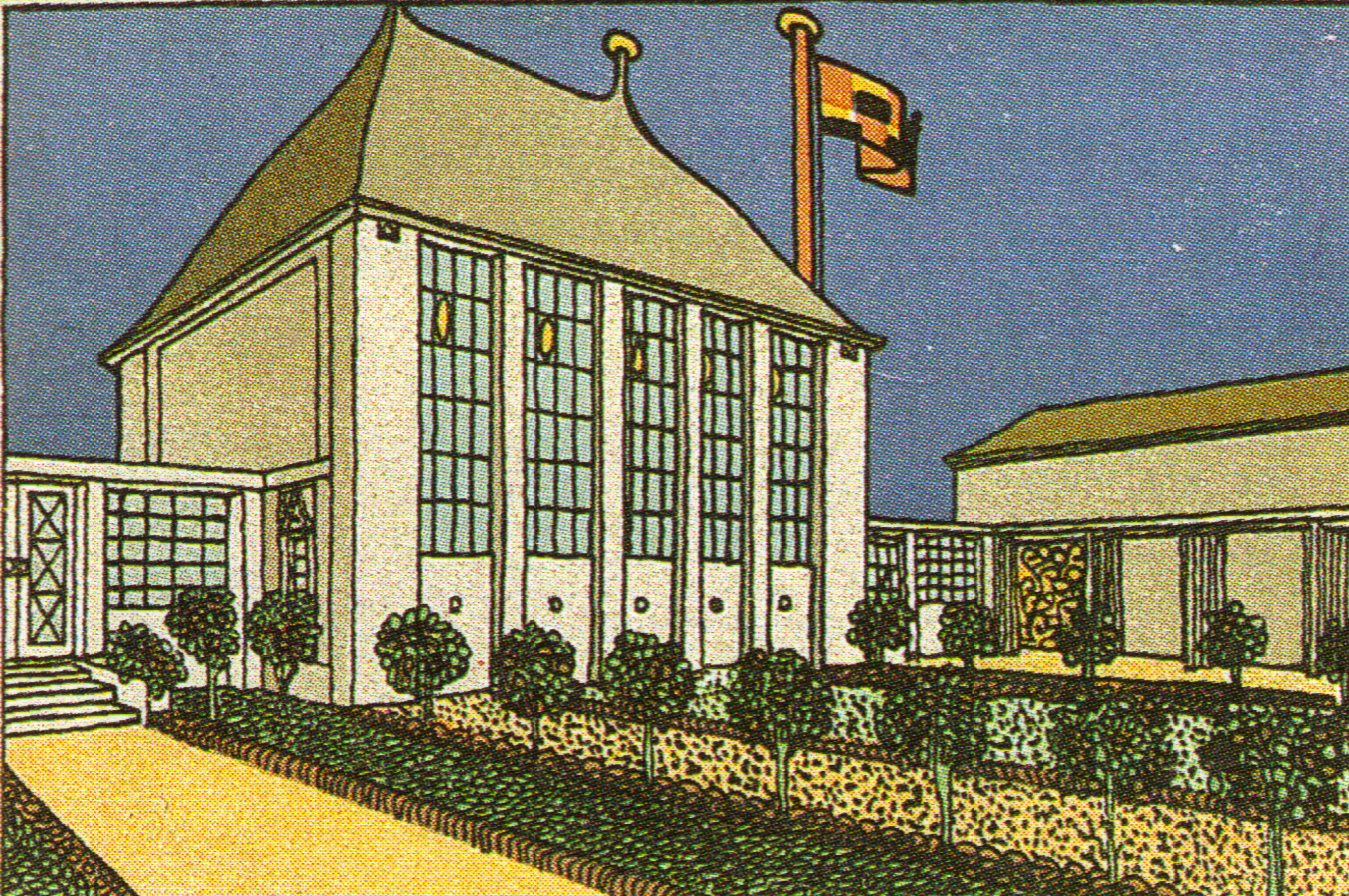
Kunstschau 1908, Hauptgebäude

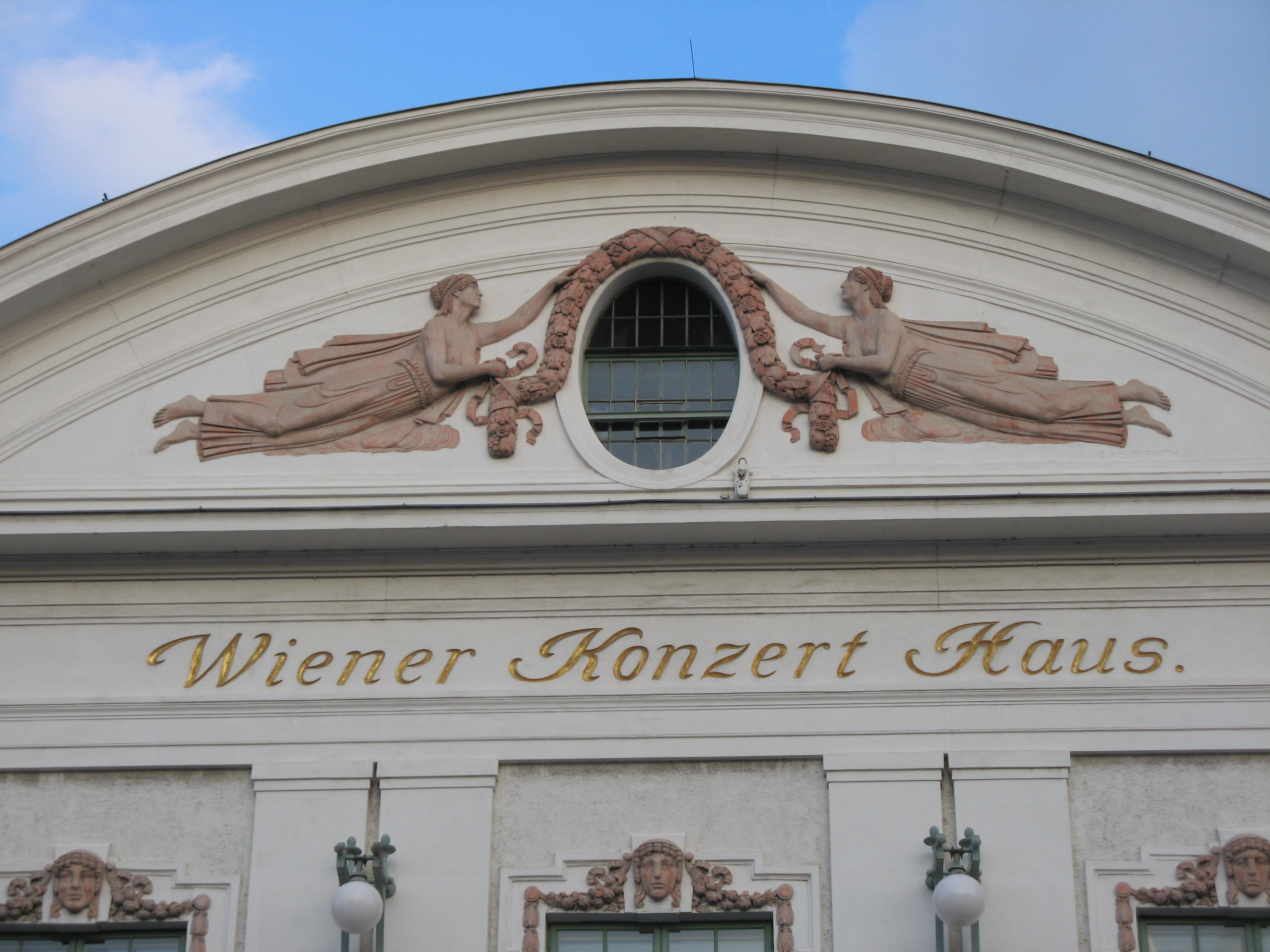
Konzerthaus, Detail

Ein 1890 geplantes Haus für Musikfeste sollte als Mehrzweckbau breitere Bevölkerungsschichten ansprechen als der nur 400 Meter entfernte traditionsreiche Wiener Musikverein. Der Entwurf des Architekten Ludwig Baumann für ein Olympion enthielt außer mehreren Konzertsälen einen Eislaufplatz und einen Bicycleclub. Daneben sollte eine Freiluft-Arena 40.000 Besuchern Platz bieten. Der Eislaufplatz und seine Randbebauung wurden 1899 nach Baumanns Plänen verwirklicht, das Jugendstilensemble fiel jedoch 1960 dem Wiener Betrieb der InterContinental Hotels Group zum Opfer. Der Wiener Eislaufverein ist auf dem damals um etwa ein Drittel verkleinerten Platz bis heute beheimatet. Auch das beliebte Freistilringen Am Heumarkt fand hier statt.
Die von Gustav Klimt und seinen Freunden organisierte Kunstschau Wien 1908 fand in einem provisorischen Ausstellungsgebäude auf dem noch nicht verbauten Gelände des späteren Konzerthauses statt. Das Wiener Konzerthaus wurde schließlich von 1911 bis 1913 von den europaweit tätigen Wiener Theaterarchitekten Ferdinand Fellner d. J. und Hermann Helmer (Büro Fellner & Helmer) in Zusammenarbeit mit Ludwig Baumann errichtet.
Das Motto des Konzerthauses lautete:
Eine Stätte für die Pflege edler Musik, ein Sammelpunkt künstlerischer Bestrebungen, ein Haus für die Musik und ein Haus für Wien.
In den Mittagsstunden des 19. Oktober 1913 wurde das Konzerthaus in Anwesenheit von Kaiser Franz Joseph I. eröffnet, am Abend gefolgt von einem Festkonzert des von Ferdinand Löwe geführten Orchesters des Wiener Konzertvereins (der heutigen Wiener Symphoniker). Richard Strauss komponierte dazu sein Festliches Präludium op. 61. Kombiniert wurde dieses moderne Werk mit Beethovens 9. Sinfonie – das Nebeneinander von Tradition und Moderne sollte so schon im ersten Konzert des Hauses deutlich werden.
Der 1918 erfolgte Zerfall Österreich-Ungarns brachte enorme gesellschaftliche Umbrüche und finanzielle Krisen – und so wurden Flexibilität und Vielseitigkeit auch aus Geldmangel notwendig. Neben klassischem Repertoire gab es in den 1920er und 1930er Jahren wichtige Uraufführungen (u. a. von Arnold Schönberg und Erich Wolfgang Korngold), Konzerte mit Jazz und Schlagern, Vorträge von Wissenschaft bis Spiritismus und Dichterlesungen (u. a. von Karl Kraus). Tanz- und Ballveranstaltungen, einige große Kongresse und Weltmeisterschaften für Boxen und Fechten rundeten das Programm ab.
Nach dem „Anschluss“ Österreichs an das Deutsche Reich, 1938, verarmte das Programm zum „nicht-entarteten Unterhaltungsbetrieb“; vielen Künstlern blieb nur die Emigration.
Nach 1945 hatte das Konzerthaus auch die Nebenaufgabe, dem geknickten österreichischen Selbstbewusstsein auf musikalische Weise aufzuhelfen. Neben dem Standardrepertoire der Klassik und der Romantik und dem Wiener Walzer gab es weiterhin Uraufführungen (z. B. Schönbergs Oratorium Die Jakobsleiter 1961) sowie internationalen Jazz und Popkonzerte. Ab Mai 1946 wurden Räume für Tonstudios und Verwaltung an den deutschen, in Wien lebenden Musikproduzenten Gerhard Mendelson vermietet, der als einer der wichtigsten Schlagerproduzenten Österreichs in der Nachkriegszeit gilt.
Nach mehreren Umbauten, die die originale Jugendstildekoration geringfügig veränderten, wurde das Haus von 1972 bis 1975 nach nur leicht veränderten Originalplänen restauriert. Von 1998 bis 2001 wurde das Haus unter Architekt Hans Puchhammer generalsaniert und um einen neuen Konzertsaal (den Neuen Saal, jetzt Berio-Saal) erweitert.
Von 1989 bis 2002 fand im Konzerthaus außerdem der Wiener Kathreintanz statt.

## Gebäude

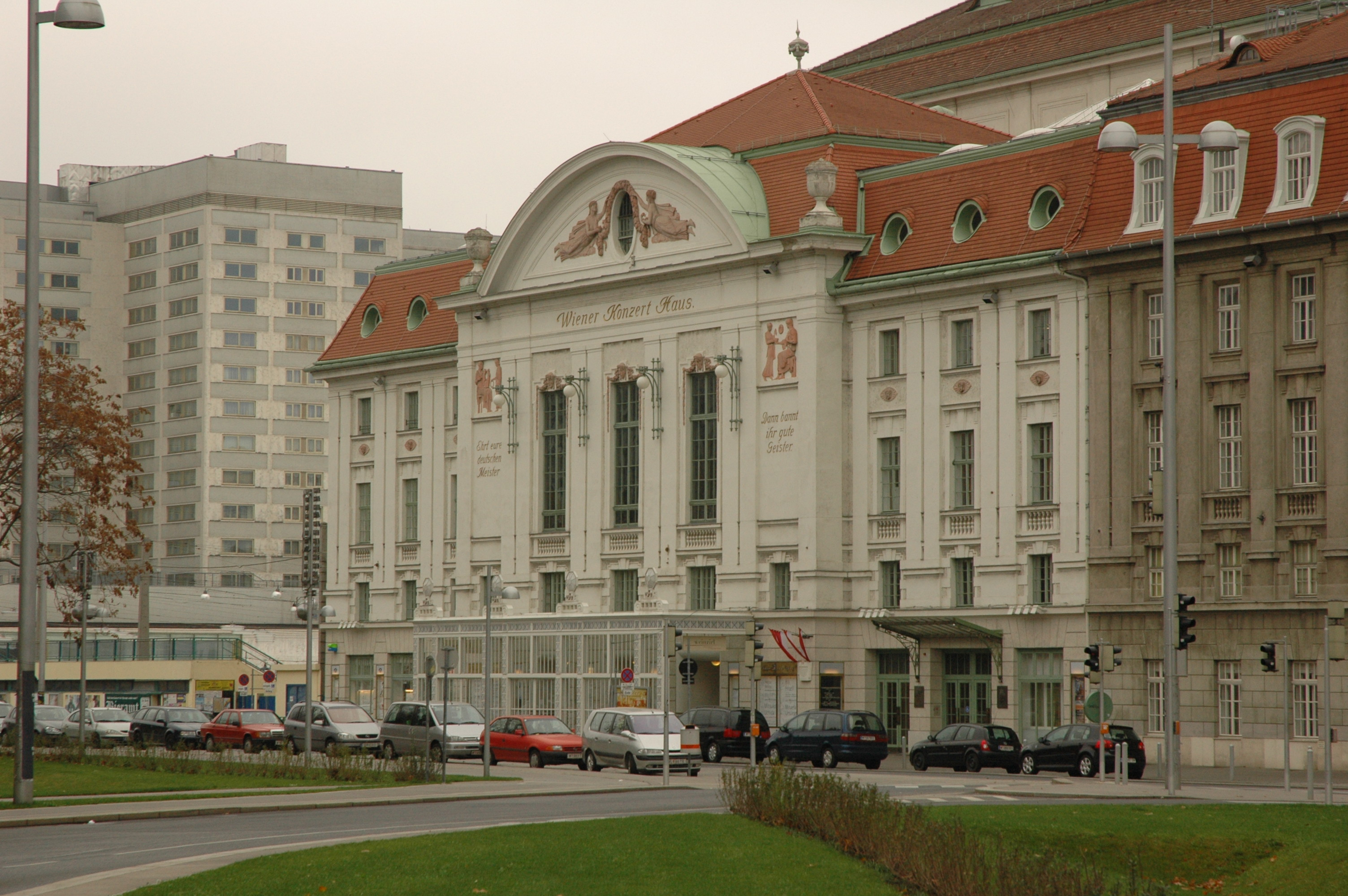
Das Konzerthaus an der Lothringerstraße, vom Schwarzenbergplatz aus gesehen

Das im Grundriss etwa 70 mal 40 Meter große Konzerthaus mit dem Haupteingang an der Lothringerstraße und weiteren Eingängen in der Lisztstraße und Am Heumarkt umfasst seit der Eröffnung drei Konzertsäle:
- Großer Saal mit 1865 Plätzen (1116 Besucher Parterre, 361 Besucher auf Balkon und Logen, 388 Besucher in der Galerie). 
Das Auditorium ist 750 m² groß, das Podium 170 m². In den 1960er Jahren wurde der Saal durch Heinrich Keilholz optimiert.

- Mozart-Saal mit 704 Plätzen
- Schubert-Saal mit 366 Plätzen
- Der Berio-Saal (mit ca. 400 Plätzen) wurde erst bei der Generalsanierung von 1998 bis 2002 errichtet. Zu Beginn der Saison 2009/2010 wurde er von Neuer Saal in Berio-Saal umbenannt.

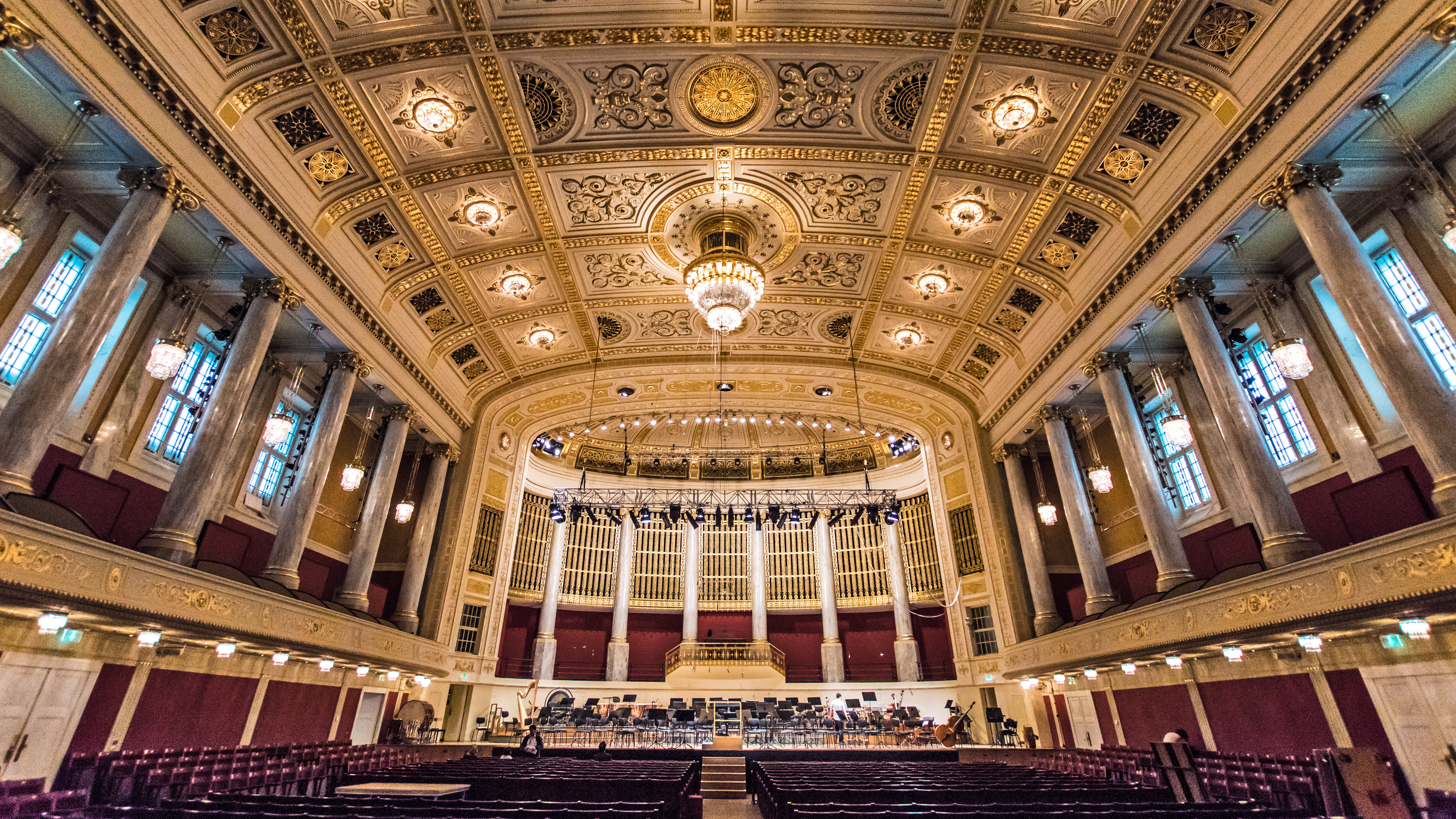
Großer Saal

An der Hausfront, zur Rechten und Linken des Einganges, befindet sich die Inschrift
Ehrt eure deutschen Meister, dann bannt ihr gute Geister.
Dabei handelt es sich um ein Zitat aus dem Schlusschor zur Oper Die Meistersinger von Nürnberg von Richard Wagner.
In allen Sälen können gleichzeitig unterschiedliche Konzerte stattfinden, da sie einander akustisch nicht beeinflussen.
Im Inneren steht im Foyer das Originalmodell des von Kaspar von Zumbusch geschaffenen Beethoven-Denkmals, das gegenüber dem Konzerthaus am Beethovenplatz aufgestellt ist und 1880 enthüllt wurde. Beim Treppenaufgang befindet sich das Relief Huldigung an Kaiser Franz Joseph (1913) von Edmund Hellmer. Weiters ist eine Büste Franz Liszts von Max Klinger um 1904 zu erwähnen.
Zum Komplex des Konzerthauses gehört auch das Gebäude der k. k. Akademie für Musik und darstellende Kunst (heute Universität für Musik und darstellende Kunst). Neben Räumen für den universitären Lehrbetrieb umfasst dieser Gebäudeteil auch das Akademietheater mit 521 Plätzen, das als zweite Bühne des Burgtheaters unter anderem für Uraufführungen moderner Schauspiele genutzt wird.

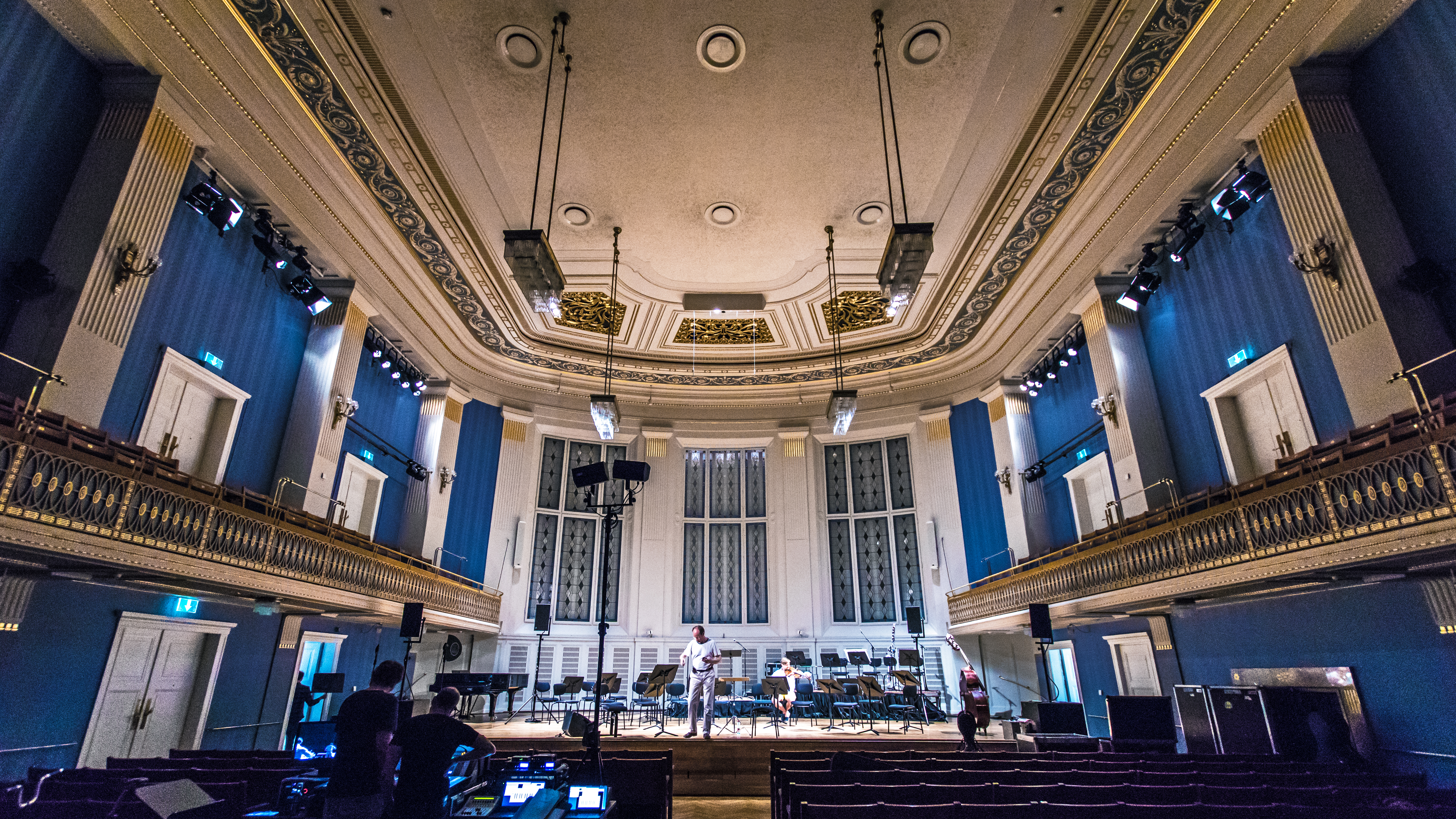
Mozart-Saal
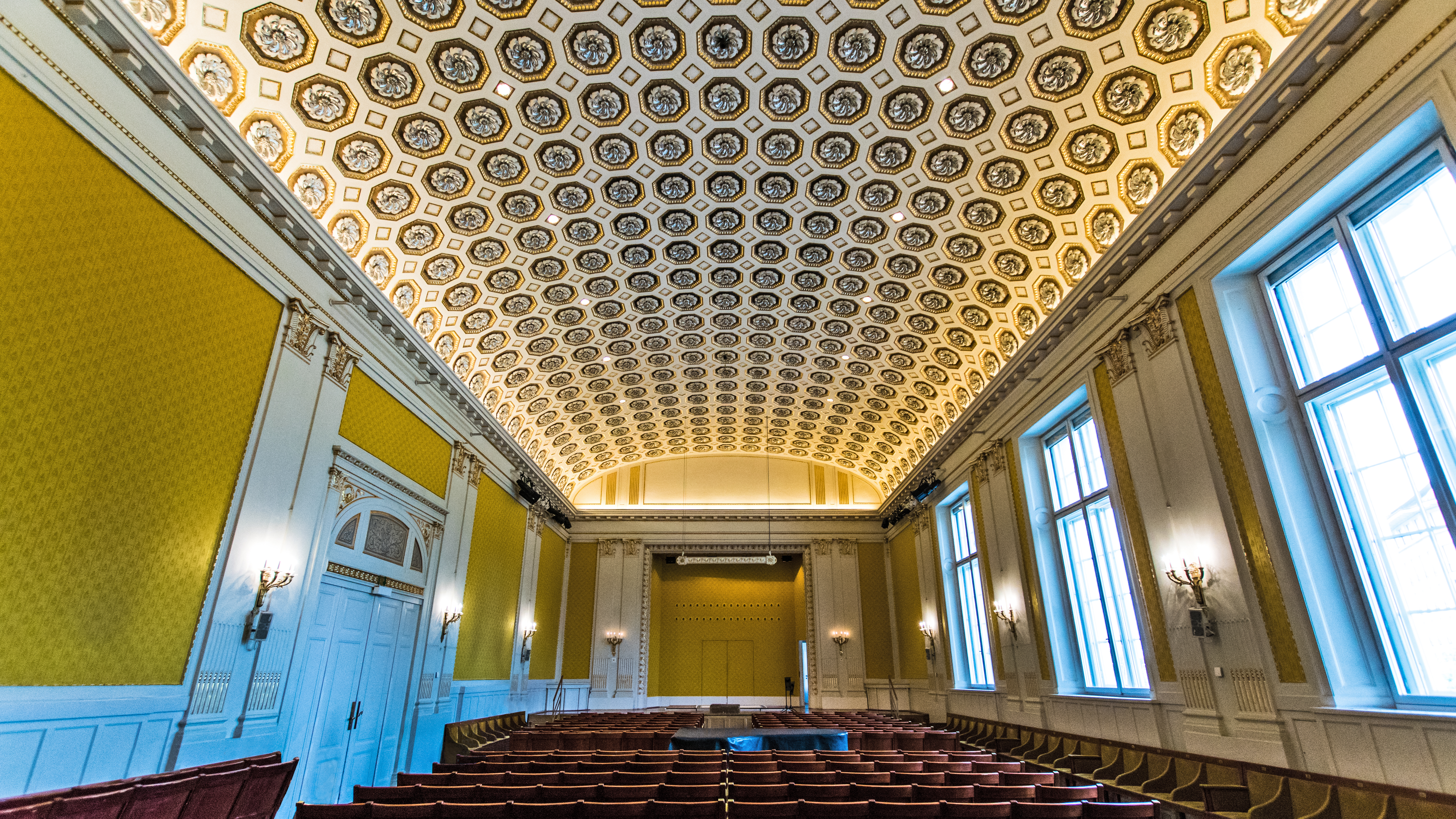
Schubert-Saal
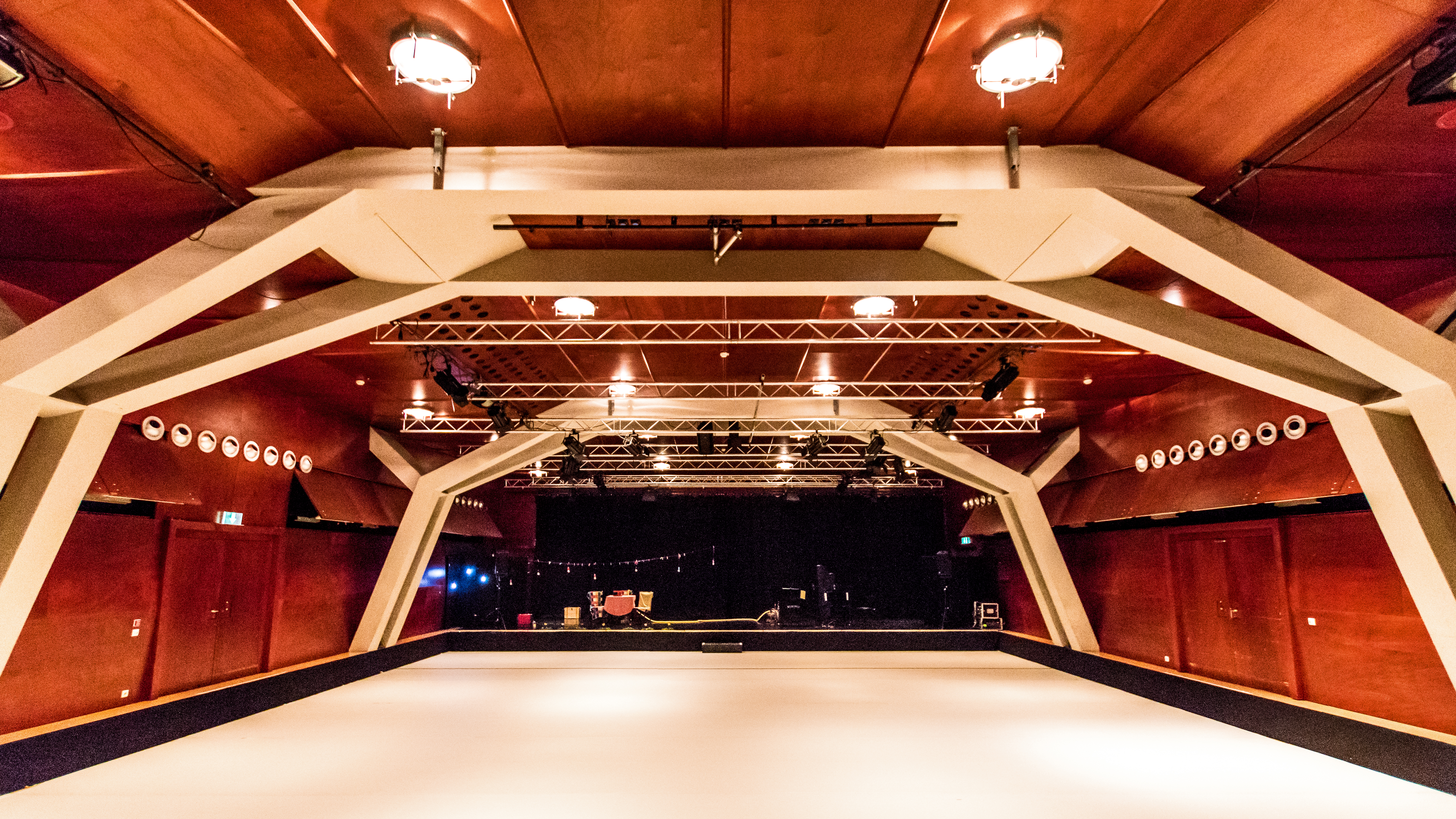
Berio-Saal

## Konzertorgel im Großen Saal
Die Orgel im Großen Saal wurde 1913 von der Firma Rieger Orgelbau (Jägerndorf, Schlesien) erbaut. Das Instrument befindet sich an der Stirnwand des großen Saales, hat jedoch keinen sichtbaren Prospekt. Das Orgelwerk befindet sich hinter einem Gitter und ist damit für die Besucher verborgen. Das Kegelladen-Instrument hat 115 Register auf fünf Manualwerken und Pedal und war damit bis zur Wiedereinweihung der lange stillgelegten Orgel des Stephansdoms die größte spielbare Orgel Österreichs. Zu den Besonderheiten der Orgel zählt zum einen, dass vier der Manualwerke schwellbar sind. Außerdem umfasst die Orgel ein (schwellbares) Fernwerk mit eigenem Pedalwerk. Stilistisch ist die Orgel an dem Ideal der sog. „Elsässischen Orgelreform“ ausgerichtet, wobei nach dem Vorbild von Großinstrumenten von Aristide Cavaillé-Coll die starken Stimmen auf zwei Manuale aufgeteilt sind. Die Trakturen sind elektropneumatisch. Zur Einweihung des Instruments hatte Richard Strauss das „Festliche Präludium“ für Orgel und Orchester (op. 61) komponiert. 1982 und 2015/16 wurde das Instrument umfassend restauriert.
| I Hauptwerk C–a3 |                  |         |
| 01.              | Principal        | 16′     |
| 02.              | Bordun           | 16′     |
| 03.              | Principal        | 08′     |
| 04.              | Gedackt          | 08′     |
| 05.              | Hohlflöte        | 08′     |
| 06.              | Flûte harmonique | 08′     |
| 07.              | Fugara           | 08′     |
| 08.              | Gemshorn         | 08′     |
| 09.              | Dulciana         | 08′     |
| 10.              | Nasatquinte      | 05 1⁄3′ |
| 11.              | Octave           | 04′     |
| 12.              | Rohrflöte        | 04′     |
| 13.              | Viola            | 04′     |
| 14.              | Superoctave      | 02′     |
| 15.              | Rauschquinte II  | 02 ⁄3′  |
| 16.              | Kornett III–V    | 08′     |
| 17.              | Mixtur V         | 02 ⁄3′  |
| 18.              | Cymbel III       | 02′     |
| 19.              | Trompete         | 16′     |
| 20.              | Trompete         | 08′     |
| 21.              | Clarino          | 04′     |

| II Positiv (schwellbar) C–a3 |                        |        |
| 22.                          | Viola                  | 16′    |
| 23.                          | Quintatön              | 16′    |
| 24.                          | Principal              | 08′    |
| 25.                          | Bordun                 | 08′    |
| 26.                          | Flauto traverso        | 08′    |
| 27.                          | Clarabella             | 08′    |
| 28.                          | Viola da Gamba         | 08′    |
| 29.                          | Salicional             | 08′    |
| 30.                          | Unda maris             | 08′    |
| 31.                          | Octave                 | 04′    |
| 32.                          | Flûte octaviante       | 04′    |
| 33.                          | Gemshorn               | 04′    |
| 34.                          | Quintatön              | 04′    |
| 35.                          | Waldflöte              | 02′    |
| 36.                          | Sesquialtera II        | 02 ⁄3′ |
| 37.                          | Progressio harm. III–V | 02 ⁄3′ |
| 38.                          | Mixtur IV              | 02 ⁄3′ |
| 39.                          | Clarinette             | 08′    |
| 40.                          | Krummhorn              | 08′    |
|                              | Tremulant              |        |
|                              |                        |        |
|                              | Glockenspiel           |        |

| III Schwellwerk C–a3 |                      |         |
| 41.                  | Lieblich-Gedackt     | 16′     |
| 42.                  | Geigen-Principal     | 08′     |
| 43.                  | Rohrflöte            | 08′     |
| 44.                  | Still-Gedeckt        | 08′     |
| 45.                  | Wiener Flöte         | 08′     |
| 46.                  | Quintatön            | 08′     |
| 47.                  | Echo Gamba           | 08′     |
| 48.                  | Aeoline              | 08′     |
| 49.                  | Vox coelestis        | 08′     |
| 50.                  | Octave               | 04′     |
| 51.                  | Flûte octaviante     | 04′     |
| 52.                  | Zartflöte            | 04′     |
| 53.                  | Aeolsharfe           | 04′     |
| 54.                  | Gemsquinte           | 02 ⁄3′  |
| 55.                  | Flautino             | 02′     |
| 56.                  | Terz                 | 01 3⁄5′ |
| 57.                  | Larigotquinte        | 01 ⁄3′  |
| 58.                  | Septime              | 01 ⁄7′  |
| 59.                  | Piccolo              | 01′     |
| 60.                  | Harmonia aetherea IV | 02 ⁄3′  |
| 61.                  | Basson               | 16′     |
| 62.                  | Trompette harmonique | 08′     |
| 63.                  | Oboe                 | 08′     |
| 64.                  | Vox humana           | 08′     |
| 65.                  | Clairon harmonique   | 04′     |
|                      | Tremulant            |         |

| IV Solowerk C–a3 |                    |         |
| 66.              | Bordun             | 16′     |
| 67.              | Clarinophon        | 08′     |
| 68.              | Doppel-Gedackt     | 08′     |
| 69.              | Concertflöte       | 08′     |
| 70.              | Solo Gamba         | 08′     |
| 71.              | Rohrquinte         | 05 1⁄3′ |
| 72.              | Octave             | 04′     |
| 73.              | Soloflöte          | 04′     |
| 74.              | Quinte             | 02 ⁄3′  |
| 75.              | Superoctave        | 02′     |
| 76.              | Groß-Cornett III–V | 02 ⁄3′  |
| 77.              | Tuba mirabilis     | 08′     |
| 78.              | Ophicleide         | 08′     |
| 79.              | Clairon harmonique | 04′     |

| V Fernwerk (schwellbar) C–a3 |                  |        |
| 80.                          | Zart-Gedackt     | 16′    |
| 81.                          | Horn-Principal   | 08′    |
| 82.                          | Lieblich-Gedackt | 08′    |
| 83.                          | Rohrflöte        | 08′    |
| 84.                          | Viola d’amore    | 08′    |
| 85.                          | Vox angelica     | 08′    |
| 86.                          | Gemshorn         | 04′    |
| 87.                          | Traversflöte     | 04′    |
| 88.                          | Piccolo          | 02′    |
| 89.                          | Mixtur IV        | 02 ⁄3′ |
| 90.                          | Schalmei         | 08′    |
| 91.                          | Vox humana       | 08′    |
|                              | Tremulant        |        |

| Pedalwerk C–f1 |               |         |
| 92.            | Principalbass | 32′     |
| 93.            | Principalbass | 16′     |
| 94.            | Violon        | 16′     |
| 95.            | Subbass       | 16′     |
| 96.            | Echobass      | 16′     |
| 97.            | Salicetbass   | 16′     |
| 98.            | Quintbass     | 10 2⁄3′ |
| 99.            | Octavbass     | 08′     |
| 100.           | Gedacktbass   | 08′     |
| 101.           | Bassflöte     | 08′     |
| 102.           | Cello         | 08′     |
| 103.           | Dulcianbass   | 08′     |
| 104.           | Octave        | 04′     |
| 105.           | Flauto        | 04′     |
| 106.           | Campana III   | 10 2⁄3′ |
| 107.           | Mixtur IV     | 05 1⁄3′ |
| 108.           | Bombarde      | 32′     |
| 109.           | Posaune       | 16′     |
| 110.           | Fagott        | 16′     |
| 111.           | Trompete      | 08′     |
| 112.           | Bassetthorn   | 08′     |
| 113.           | Clarino       | 04′     |

| Fernpedal C–f1 |           |     |
| 114.           | Subbass   | 16′ |
| 115.           | Octavbass | 08′ |

- Koppeln:
  - Normalkoppeln: II/I, III/I, IV/I, V/I, P/I, III/II, IV/II, V/II, I/II, IV/III, V/P, I/P, II/P, III/P, IV/P
  - Superoktavkoppeln: II/I, III/I, IV/I, V/I, III/I, IV/I, III/II, IV/II, IV, V, I/P, IV/P.
  - Suboktavkoppeln: III/II.
- Spielhilfen: Freie Kombinationen (5 Banken mal 1000 = 5000 Generalsetzer), Absteller (Walze ab, Koppeln aus Walze, Koppeln zu IV aus Walze, Manual 16′ ab, Zungen ab (als Druckknöpfe), Hauptpedal ab, Fernpedal ab (als Kipptasten), Einzelzungenabsteller), Tutti (Druckknopf), Hauptpedal ab, Fernwerk Pedal ab, Schweller V an Schwelltritt II koppelbar (Kipptaste), Tritte in Wechselwirkung mit Kipptasten (Koppel I–IV an P, Normalkoppeln II–IV an I, Walze ab), Registercrescendo (Walze für den Organisten, gekoppelt mit zweiter Walze für den Registranten).

## Programm
Das Konzerthaus ist die Hauptspielstätte der Wiener Symphoniker, des Wiener Kammerorchesters und des Klangforums Wien. Seit 1913 hat die Wiener Singakademie im Konzerthaus ihre permanente Heimstätte. In Eigenveranstaltungen der Wiener Konzerthausgesellschaft sind neben den Wiener Philharmonikern auch ausländische Orchester, Solisten und Kammermusikensembles regelmäßig zu Gast. Darüber hinaus gibt es auch zahlreiche Veranstaltungen anderer Veranstalter im Konzerthaus. So z. B. den Bonbon-Ball, aber auch Konzerte aus den Bereichen Jazz und World Music.
Das Programm der Wiener Konzerthausgesellschaft umfasst auch einige Festivals, beispielsweise
- das Festival für Alte Musik Resonanzen im Jänner
- das Wiener Frühlingsfestival
- das Internationale Musikfest
- Wien Modern im Herbst

Zwischen 2003 und 2006 gab es die Reihe mit neuester Musik Generator.
Seit 2008 findet jährlich zu Saisonbeginn ein Festival mit Schwerpunkt auf eine bestimmte Region oder kulturelle Community statt. Den Auftakt machte im September 2008 das zweitägige Festival Spot On: Jiddischkeit, bei dem ein Querschnitt durch die Vielfalt jüdischen Musikschaffens dargeboten wurde.
Seit 2014 findet das alljährliche Konzert zum Nationalfeiertag im Wiener Konzerthaus statt.
Des Weiteren finden seit 2009 die jährlichen Filmmusik-Gala-Konzerte „Hollywood in Vienna“ statt, an denen berühmte Filmkomponisten der Gegenwart mit dem Max Steiner Film Music Achievement Award ausgezeichnet werden.

## Generalsekretäre bzw. Intendanten
- Hugo Botstiber (1913–1938)
- Armin Caspar Hochstetter (1938–1945)
- Friedrich Reidinger (1940–1945) (in Vertretung des zum Heeresdienst beurlaubten Hochstetter)
- Egon Seefehlner (1946–1961)
- Peter Weiser (1961–1977)
- Hans Landesmann (1978–1984)
- Alexander Pereira (1984–1991)
- Karsten Witt (1991–1996)
- Christoph Lieben-Seutter (1996–2007)

2007 beschloss die Konzerthausgesellschaft, die Leitungsposition, bisher Generalsekretär, als Intendanten zu bezeichnen.
- Bernhard Kerres (2007–2013)
- Matthias Naske (seit Juli 2013)[6]